# Mühlenberg (Münster)
Der Mühlenberg ist mit 97,9 m ü. NHN die zweithöchste Erhebung der Stadt Münster im westfälischen Münsterland. Er ist Teil der Nienberger Höhen, die den etwa 4 km langen Südosten des Altenberger Rückens auf münsteraner Gebiet darstellen und dem heutigen Naturschutzgebiet Vorbergs Hügel entsprechen. 
Seine genaue Lage ist im Nordwesten der Stadt, nordwestlich von Nienberge und südwestlich von Häger, unmittelbar an der Nordwestgrenze Münsters zu Altenberge. Sein südöstlicher Nachbargipfel ist der 99,4 m ü. NHN hohe Vorbergshügel.